# People's Party (Liberia)
De People's Party was een Liberiaanse politieke partij die rond 1901 werd opgericht en na 1935 van het politieke toneel verdween. In 1901 deed de partij voor het eerst mee met de presidentsverkiezingen van dat jaar met als kandidaat voor het presidentschap van William David Coleman - die van 1896 tot 1900 president van Liberia was geweest - te ondersteunen. Coleman verloor de verkiezingen van Garretson W. Gibson van de regerende True Whig Party. Bij de verkiezingen van 1903 was Coleman wederom presidentskandidaat en werd zonder veel moeite verslagen door Arthur Barclay van de True Whig Party. In 1905 was Coleman opnieuw presidentskandidaat namens de People's Party, maar opnieuw werd hij eenvoudig verslagen door Barclay. 
In 1923 werd de People's Party door Samuel G. Harmon uit haar sluimerslaap gewekt en door hem gebruikt als platform voor zijn presidentiële ambities. Bij de verkiezingen van dat jaar kreeg Harmon ongeveer 6.000 stemmen (12%) en moest het afleggen tegen zittend president Charles D.B. King.
Bij de verkiezingen van 1927, volgens het Guinness Book of World Records de meeste corrupte verkiezingen ooit gehouden, was Thomas J.R. Faulkner namens de People's Party kandidaat voor het presidentschap. Hij kreeg 9.000 stemmen, terwijl zittend president King van de True Whig Party 243.000 stemmen kreeg. In 1931 was Faulkner nogmaals presidentskandidaat voor de People's Party, maar werd verslagen door Edwin Barclay van de TWP.
Een merkwaardige situatie deed zich voor bij de verkiezingen van 1935 toen People's Party, die nog steeds onder leiding stond van Faulkner, een samenwerking aanging met de United True Whig Party, opgericht door oud-president King, en besloot diens kandidatuur voor het presidentschap te ondersteunen. Het merkwaardige aan de deze situatie was dat Faulkner en King aartsrivalen waren, omdat Faulkner mede de aanleiding was voor het aftreden van King in 1930. King kreeg bij de verkiezingen 7.506 stemmen, ongeveer 5% van het totaal. Barclay werd met plusminus 95% van de stemmen herkozen. Na deze verkiezingen verdween de People's Party van het politieke toneel.
Het lijkt erop dat de partij nooit vertegenwoordigd is geweest in het parlement van Liberia.

## Presidentskandidaten
| Kandidaat             | Jaar | Stemmen | %     |
| --------------------- | ---- | ------- | ----- |
| William David Coleman | 1901 | -       | -     |
| William David Coleman | 1903 | -       | -     |
| William David Coleman | 1905 | -       | -     |
| Samuel G. Harmon      | 1923 | 6.000   | 12,00 |
| Thomas J.R. Faulkner  | 1927 | 9.000   | 3,57  |
| Thomas J.R. Faulkner  | 1931 | -       | -     |
| Charles D.B. King     | 1935 | 7.506   | 5,00  |
| Bron: AED             |      |         |       |

## Bron
- (en)  G.E. Saigbe Boley: Liberia: The Rise and Fall of the First Republic, Macmillan Education, Londen en Basingstoke 1983